# Národní hnutí za osvobození Azavadu

Vlajka MNLA

Národní hnutí za osvobození Azavadu (francouzsky: Mouvement National pour la Libération de l'Azawad, zkratka MNLA) je politická a vojenská organizace se základnou v Azavadu v severním Mali. Hnutí bylo založeno Tuaregy, kteří v roce 2011 bojovali v libyjské občanské válce. Vznik hnutí se datuje k říjnu 2011 a účastní se ho i jiné pouštní kmeny než Tuaregové, sama MNLA uvádí, že v jejích řadách jsou kmeny Songhai, Peul a Moor a vojáci s důstojníky, kteří dezertovali z malijské vládní armády. Podle údajů MNLA se kromě bývalých bojovníků z libyjského konfliktu v hnutí nachází členové, kteří se významně podíleli na tuarežském povstání v roce 1990 pod hlavičkou Spojené azavadské fronty (MFUA) a na povstání v roce 2006, které vedlo Tuarežské hnutí severního Mali (MTNM)
Malijská vláda upozornila, že některé kontakty MNLA vedou k Al-Káidě, MNLA to ale rozhodně popírá. Jeho tiskový mluvčí Hama Sid Hamed prohlásil: „Lídr našeho Národního hnutí pro osvobození Azavadu nedávno ještě jednou zdůraznil, že jedním z našich hlavních cílů je boj proti ozbrojeným skupinám teroristů, proti Al-Káidě v muslimském Maghribu. Jsme připraveni připojit se ke všem, kdo bojují proti této nákaze v Salechu a na Sahaře.“ Dne 1. dubna 2012 hnutí získalo, společně s islamistickou organizací Ansar Dine , kontrolu nad severním Mali a ovládlo zdejší největší města Kidal, Gao a Timbuktu. Dne 6. dubna 2012 MNLA jednostranně vyhlásila nezávislost Azavadu.
8. dubna se sešli zástupci ECOWASu, aby projednali možnost vojenského zásahu proti MNLA. Propukají také první spory mezi islamisty reprezentující Ansar Dine a Tuaregy sdružených do MNLA.